# Daito Takahashi
Daito Takahashi (高橋 大斗?, Takahashi Daito; Kitaakita, 16 dicembre 1980) è un ex saltatore con gli sci ed ex combinatista nordico giapponese.

## Biografia
Daito Takahashi nella prima parte della sua carriera si dedicò alla combinata nordica, ottenendo il suo primo risultato di rilievo in Coppa del Mondo il 9 dicembre 1999 a Vuokatti, in Finlandia, giungendo 38º in una gara individuale. Tre anni dopo partecipò ai XIX Giochi olimpici invernali di Salt Lake City 2002, negli Stati Uniti, piazzandosi sesto nella gara sprint individuale. Nel 2003 fu presente ai Mondiali della Val di Fiemme, in Italia, dove ottenne il sesto nella gara a squadre.
Nella stagione seguente si aggiudicò i suoi due successi individuali in Coppa del Mondo, vincendo due gare consecutive a Lahti (una sprint e una Gundersen). Fu convocato anche per i XX Giochi olimpici invernali di Torino 2006, durante i quali, come miglior risultato, riuscì a conquistare il sesto posto nella gara a squadre; quattro anni dopo, a Vancouver 2010, replicò il medesimo risultato.
Dalla stagione 2011-2012 si dedicò principalmente al salto con gli sci, esordendo in Coppa del Mondo il 25 gennaio 2014 a Sapporo (30º).

## Palmarès

### Combinata nordica

#### Coppa del Mondo
- Miglior piazzamento in classifica generale: 5º nel 2002 e nel 2004
- 7 podi:
  - 2 vittorie
  - 2 secondi posti
  - 3 terzi posti

##### Coppa del Mondo - vittorie
| Data         | Località | Nazione   | Trampolino        | Spec.        |
| ------------ | -------- | --------- | ----------------- | ------------ |
| 5 marzo 2004 | Lahti    | Finlandia | Salpausselkä K116 | SP LH/7,5 km |
| 6 marzo 2004 | Lahti    | Finlandia | Salpausselkä K116 | IN LH/15 km  |

Legenda:

IN = individuale Gundersen

SP = sprint

LH = trampolino lungo

### Salto con gli sci

#### Coppa del Mondo
- Miglior piazzamento in classifica generale: 82º nel 2014